# 詹姆斯·Q·威尔逊
詹姆斯·奎恩·威尔逊（英語：James Quinn Wilson，1931年5月27日—2012年3月2日），是美国保守派学者、政治学家、犯罪学专家，曾担任加利福尼亚大学洛杉矶分校、哈佛大学任教授。

## 作品
- 《American Politics, Then and Now》（2010年）
- 《American Government, 12th ed.》（2010年）
- 《Understanding America: The Anatomy of an Exceptional Nation》（2008年）
- 《The Marriage Problem: How Our Culture Damages Families》（2002年）
- 《Moral Judgment》（1997年）
- 《The Moral Sense》（1993年）
- 《On Character: Essays by James Q. Wilson》（1991年）
- 《美国官僚体制：政府机构的行为及其动因》（Bureaucracy: What Government Agencies Do And Why They Do It，1989年）
- 《Crime and Human Nature》（1985年）
- 《Watching Fishes: Life and Behavior on Coral Reefs》（1985年）
- 《The Politics of Regulation》（1980年）
- 《The Investigators》（1978年）
- 《Thinking About Crime》（1975年）
- 《Political Organizations》（1973年）
- 《Varieties of Police Behavior》（1968年）
- 《City Politics》（1963年）
- 《The Amateur Democrat》（1962年）
- 《Negro Politics》（1960年）